# Tagliamento
El Tagliamento (Tiliment en friülà) és un riu del nord d'Itàlia al Friül. Té 172 km de llargada i una conca de 2.700 km². Neix als Alps Càrnics, rep tres grans afluents i desemboca a la mar Adriàtica en un punt entre Trieste i Venècia.
El seu nom antic era Tilavemptus en llatí i Τιλαούεμπτος en grec. Plini el Vell i Claudi Ptolemeu parlen d'aquest riu, i Estrabó, que no en cita el nom, diu que separava el territori d'Aquileia del de Venècia, i era navegable des de la seva desembocadura fins a 1200 estadis cap a l'interior. Segons William Smith, això és exagerat, però afirma que la vall del riu era un camí natural que permetia el pas d'una via romana que procedent d'Aquilea s'acostava a Julium Carnicum (Zuglio) i pel coll del Monte di Santa Croze anava cap a la vall del Gail i cap als Alps. El nom es troba també a la Taula de Peutinger i al Geògraf de Ravenna.